# Jim Beglin
James Martin Beglin, detto Jim (Waterford, 29 luglio 1963), è un ex calciatore irlandese, di ruolo difensore. Presta assieme a Peter Drury la sua voce per il commento del videogioco Pro Evolution Soccer, in qualità di commentatore tecnico.

## Palmarès

### Giocatore

#### Competizioni nazionali
- Campionato inglese: 3

Liverpool: 1983-1984, 1985-1986, 1987-1988
- Coppa d'Inghilterra: 2

Liverpool: 1985-1986, 1988-1989
- Coppa di Lega inglese: 1

Liverpool: 1983-1984
- Community Shield: 2

Liverpool: 1986, 1988
- Second Division: 1

Leeds: 1989-1990

#### Competizioni regionali
- Leinster Senior Cup: 1

Shamrock Rovers: 1981-1982

#### Competizioni internazionali
- Coppa dei Campioni: 1

Liverpool: 1983-1984